# Euphorbia consanguinea
Euphorbia consanguinea är en törelväxtart som beskrevs av Alexander Gustav von Schrenk. Euphorbia consanguinea ingår i släktet törlar, och familjen törelväxter. Inga underarter finns listade i Catalogue of Life.